# 75A trolibusz (Budapest, 1993–1995)
A budapesti 75A jelzésű trolibusz a Népstadion, metróállomás (Ifjúság útja) és a Népliget, metróállomás között közlekedett. A vonalat a Budapesti Közlekedési Vállalat üzemeltette. A járműveket a Kőbányai troli és autóbuszgarázs állította ki.

## Története
1955. május 16-án 75A jelzésű betétjárat indult a Hungária körúton a Thököly út és a Népliget között. A járat 1976 júniusában még közlekedett, az 1977-es BKV-tájékoztatóban azonban már nem szerepelt.
1993. október 12-én újraindult az 55-ös busz részleges pótlására, Népstadion, metróállomás (Ifjúság útja) – Népliget, metróállomás útvonalon. 1995. július 17-én az 1-es villamos a Salgótarjáni utcáig meghosszabbodott, ezért a 75A trolibusz csak munkanapokon csúcsidőben közlekedett, 1995. október 21-én a járat megszűnt.

## Útvonala
| Népliget, metróállomás felé |
| Népstadion, metróállomás (Ifjúság útja) vá. – Ifjúság útja – Stefánia út – Hungária körút – Könyves Kálmán körút – Népligeti körút – Népliget, metróállomás vá. |
| Népstadion, metróállomás (Ifjúság útja) felé |
| Népliget, metróállomás vá. – Könyves Kálmán körút – Hungária körút – Szörény utca – Százados út – Kerepesi út – Népstadion, metróállomás (Ifjúság útja) vá.     |

## Megállóhelyei
| 0 | Népstadion, metróállomás (Ifjúság útja) végállomás | 7 | 95 75, 77, 80 1 | 95, 130 75, 77, 80 1 |
| 1 | Népstadion, metróállomás                           | ∫ |                 | 130                  |
| ∫ | Szörény utca                                       | 6 |                 |                      |
| 2 | Hős utca                                           | 5 | 75              | 75                   |
| 3 | Ciprus utca                                        | 4 | 75              | 75                   |
| 4 | Salgótarjáni utca                                  | 3 | 75 37           | 75 37                |
| 5 | Kőbányai út                                        | 2 | 9, 17 75 28, 36 | 9, 17 75 28          |
| 6 | Vajda Péter utca                                   | 1 | 99, 99 75 23    | 99, 99 75 23         |
| 7 | Népliget, metróállomás végállomás                  | 0 | 75 23           | 75 23                |